# Phryganophilus ruficollis
Phryganophilus ruficollis là một loài bọ cánh cứng trong họ Melandryidae. Loài này được Fabricius miêu tả khoa học năm 1798.